# جیمز پی. هندرسون
جیمز پی. هندرسون (به انگلیسی: James P. Henderson) سناتور سابق عضو حزب دموکرات ایالات متحده آمریکا بود. وی در سال ۱۸۵۷ تا ۱۸۵۸ میلادی سناتور ایالت تگزاس در سنای ایالات متحده آمریکا بود.